# Ion Macovei (om politic)
Ion Macovei (n. 28 august 1885, Nereju, Vrancea – d. 12 octombrie 1950) a fost un politician român. După terminarea studiilor de inginerie în Germania, a devenit director la CFR în 1936.
A fost ministrul lucrărilor publice și comunicațiilor în guvernul lui Ion Gigurtu și în guvernul lui Ion Antonescu I.
După instaurarea regimului comunist, a fost arestat pe data de 5 mai 1950 și a decedat în penitenciarul Sighet .